# In Your House 16: Canadian Stampede
In Your House 16: Canadian Stampede foi o 16º evento pay-per-view (PPV) da série In Your House, produzido pela World Wrestling Federation (WWF). O evento ocorreu em 6 de julho de 1997, no Canadian Airlines Saddledome, em Calgary, Alberta, Canadá. O card contou com quatro lutas, além de uma luta realizada no pré-show Free for All.
O evento principal foi uma luta de quintetos entre a Hart Foundation (Bret Hart, Jim Neidhart, Owen Hart, British Bulldog e Brian Pillman) contra Stone Cold Steve Austin, Ken Shamrock, Goldust e os Legion of Doom (Hawk e Animal). No card secundário, The Undertaker defendeu o WWF Championship contra Vader, The Great Sasuke enfrentou Taka Michinoku, e Hunter Hearst Helmsley lutou contra Mankind.
O show foi amplamente aclamado por publicações especializadas, sites de wrestling e fãs. Imagens da luta principal foram apresentadas no documentário Wrestling With Shadows. O evento também marcou o retorno de Bret Hart aos ringues após mais de dois meses afastado devido a uma cirurgia artroscópica no joelho.

## Produção

### Conceito
In Your House foi uma série de eventos mensais de pay-per-view (PPV) de wrestling profissional, produzida pela primeira vez pela World Wrestling Federation (WWF, atualmente WWE) em maio de 1995. Esses eventos iam ao ar nos meses em que a empresa não realizava um dos seus cinco principais PPVs da época (WrestleMania, King of the Ring, SummerSlam, Survivor Series e Royal Rumble) — e, por isso, eram vendidos por um preço mais acessível. O In Your House 16: Canadian Stampede ocorreu em 6 de julho de 1997, no Canadian Airlines Saddledome, em Calgary, Alberta, Canadá. O nome do evento foi baseado no fato de ter sido realizado no Canadá, além da tradicional Calgary Stampede, que havia se encerrado no dia anterior.

### Rivalidades
O In Your House 16: Canadian Stampede consistiu em lutas de wrestling profissional envolvendo lutadores que faziam parte de rivalidades e histórias previamente estabelecidas, desenvolvidas no Monday Night Raw — principal programa televisivo da WWF. Os lutadores assumiam os papéis de heróis ou vilões enquanto seguiam uma sequência de acontecimentos que aumentavam a tensão, culminando em uma luta ou série de lutas no evento.
A principal rivalidade que levou ao evento envolvia Stone Cold Steve Austin e Bret Hart. Durante o hiato de Hart na WWF, de abril até outubro de 1996, Austin fez diversos desafios a ele. Após seu retorno, Hart iniciou uma rivalidade com Austin, que o prejudicou no Royal Rumble e também em uma luta pelo WWF Championship. Após enfrentá-lo na WrestleMania 13, Austin passou a ser apoiado pelo público, enquanto Hart tornou-se um vilão, criticando os fãs americanos por torcerem por Austin. Hart então reuniu seu irmão Owen, seus cunhados The British Bulldog e Jim "The Anvil" Neidhart, além do ex-parceiro de Austin, Brian Pillman, formando a Hart Foundation para enfrentá-lo. No King of the Ring, Hart desafiou os cinco melhores lutadores americanos da WWF para enfrentarem seu grupo no evento. Austin se colocou na luta já no dia seguinte, durante o Raw is War, antes de sua luta contra Pillman. No entanto, antes do combate, a Hart Foundation atacou Austin, fazendo com que Mankind o substituísse. Após a luta, Austin e Ken Shamrock expulsaram os membros da Hart Foundation do ringue, com Austin aplicando o Stunner em Shamrock. Na semana seguinte, Austin enfrentou Pillman enquanto os outros membros da Hart Foundation estavam algemados aos postes do ringue. Mesmo assim, eles conseguiram se libertar e atacaram Austin, que foi salvo por Shamrock, Mankind e Goldust. Após uma breve briga entre Austin e Shamrock, interrompida pela Legion of Doom, Goldust sugeriu que ele, Shamrock e a LOD se unissem a Austin no combate 5 contra 5, proposta que Austin aceitou. Na edição de 23 de junho do Raw is War, a LOD enfrentou os Godwinns e, após a vitória, foram atacados, assim como Shamrock, pela Hart Foundation. Na semana seguinte, durante a luta entre Austin e Neidhart, Bret Hart atacou Shamrock e depois aplicou um figure-four leglock em Austin, utilizando o poste do ringue como apoio.
Outra rivalidade de destaque envolvia o Campeão da WWF The Undertaker e Vader. No episódio de 23 de junho do Raw is War, foi anunciado que Vader seria o desafiante número um ao título, e Undertaker teve que fazer dupla com ele em uma luta do torneio pelo WWF Tag Team Championship contra a dupla da Nation of Domination, formada por D'Lo Brown e Faarooq. O empresário de Vader, Paul Bearer, forçou Undertaker a obedecê-lo, ameaçando revelar um segredo de seu passado. Após Undertaker atacar Vader durante a luta, Bearer revelou o segredo na semana seguinte: segundo ele, durante a infância e adolescência do Undertaker, este vivia em uma casa funerária com seus pais e meio-irmão. Bearer alegou que o próprio Undertaker matou seus pais e causou os ferimentos no rosto de seu meio-irmão ao incendiar o local. Undertaker negou a acusação e afirmou que Kane foi o responsável por queimar a casa. Durante um ataque do Undertaker após a luta entre Vader e Rockabilly, Paul Bearer disse ter ouvido essa história do próprio Kane, revelando que, sem o conhecimento de Undertaker, Kane havia sobrevivido ao incêndio e ainda estava vivo.
Outra rivalidade que se desenvolvia antes do evento era a continuação da disputa entre Mankind e Hunter Hearst Helmsley. No King of the Ring, Helmsley e Mankind se enfrentaram na final do torneio, com Helmsley saindo vencedor e continuando a atacar Mankind após a luta. No dia seguinte, Mankind pediu uma revanche, à qual Helmsley concordou. No episódio de 30 de junho do Raw is War, Mankind enfrentou Brian Pillman, que venceu por count-out após interferência de Helmsley.

## Evento
| Função:                   | Nome:          |
| ------------------------- | -------------- |
| Comentaristas em inglês   | Vince McMahon  |
| Comentaristas em inglês   | Jim Ross       |
| Comentaristas em inglês   | Jerry Lawler   |
| Comentaristas em espanhol | Carlos Cabrera |
| Comentaristas em espanhol | Tito Santana   |
| Comentaristas em francês  | Ray Rougeau    |
| Comentaristas em francês  | Jean Brassard  |
| Entrevistador             | Dok Hendrix    |
| Anunciador de ringue      | Howard Finkel  |
| Árbitros                  | Tim White      |
| Árbitros                  | Jack Doan      |
| Árbitros                  | Earl Hebner    |
| Árbitros                  | Mike Chioda    |

Na luta de abertura da noite, o Hunter Hearst Helmsley enfrentou Mankind. A luta terminou em um count-out duplo após uma briga brutal que contou com a interferência da guarda-costas de Helmsley, Chyna. No entanto, os dois continuaram se enfrentando, levando a briga para o meio do público e até o estacionamento. Eles foram finalmente separados, com Helmsley deixando o local ensanguentado.
A segunda luta da noite contou com Taka Michinoku enfrentando a lenda dos pesos-leves The Great Sasuke. Após uma luta equilibrada, The Great Sasuke venceu com um Tiger Suplex seguido de um pin.
Na penúltima luta, The Undertaker reteve o WWF Championship contra Vader, que estava acompanhado pelo ex-empresário de Undertaker, Paul Bearer. Undertaker venceu com um Tombstone Piledriver seguido de pinfall, mantendo assim seu título.
Antes do evento principal, o grupo Farmer's Daughter executou o hino "O Canada".
O evento principal contou com a Hart Foundation do Canadá, composta por Bret Hart, Brian Pillman, The British Bulldog, Jim Neidhart e Owen Hart, enfrentando Ken Shamrock, Goldust, a Legion of Doom (Animal e Hawk) e "Stone Cold" Steve Austin. Owen Hart garantiu a vitória para a Hart Foundation em uma luta 5 contra 5 após aplicar um roll-up em Austin, aproveitando-se de uma interferência de membros da família Hart que atacaram Austin.
Após a luta, toda a família Hart entrou no ringue para comemorar com a Hart Foundation, certificando-se de que todos os integrantes do time adversário deixassem o ringue. Austin voltou sozinho pouco depois, mas foi atacado pela família Hart enquanto a torcida canadense entoava "Austin Sucks!". Em seguida, Austin foi algemado pela segurança e levado para os bastidores.

## Recepção
Este pay-per-view foi premiado como Melhor Grande Evento de 1997 pelo Wrestling Observer Newsletter de Dave Meltzer. Em 2013, a WWE divulgou uma lista com seus "15 melhores pay-per-views de todos os tempos", com In Your House 16: Canadian Stampede classificado na décima posição. Em 2019, Troy L. Smith do Cleveland.com publicou uma lista dos "50 maiores pay-per-views de wrestling de todos os tempos", abrangendo todas as promoções de wrestling do mundo, com o evento ocupando a sétima colocação.

## Depois do evento
A rivalidade de Stone Cold Steve Austin com Bret Hart terminou após o Canadian Stampede, mas ele imediatamente iniciou uma rivalidade com o irmão de Bret, Owen Hart, na noite seguinte, ao atacá-lo enquanto ele cantava o hino nacional do Canadá. Isso levou a uma luta entre os dois pelo Intercontinental Championship no SummerSlam, com Austin estipulando que, se perdesse, teria que beijar a bunda de Hart. Durante a luta, Hart aplicou um piledriver mal executado em Austin, quebrando legitimamente seu pescoço e o paralisando temporariamente. Apesar disso, Austin conseguiu vencer a luta e conquistar o título, mas devido à gravidade de sua lesão no pescoço, foi forçado a abdicar tanto do Intercontinental Championship quanto do Tag Team Championship. Austin eventualmente se recuperou e encerrou sua rivalidade com Hart ao derrotá-lo pelo Intercontinental Championship no Survivor Series.
Após o evento, a WWF mudou a convenção de nomes para os eventos In Your House, começando com o Ground Zero: In Your House em setembro: o nome In Your House passou a ser apenas um subtítulo, em vez do título principal do evento. A prática de numerar os eventos In Your House também foi descontinuada.

## Resultados
| Nº                                          | Resultados | Estipulações                          | Tempo |
| ------------------------------------------- | --- | ------------------------------------- | ----- |
| Free For All                                | The Godwinns (Henry O. Godwinn e Phineas I. Godwinn) derrotaram The New Blackjacks (Blackjack Bradshaw e Blackjack Windham)                                                                | Luta de duplas                        | 5:32  |
| 1                                           | Hunter Hearst Helmsley (com Chyna) vs. Mankind terminou em countout duplo | Luta individual                       | 13:14 |
| 2                                           | The Great Sasuke derrrotou Taka Michinoku | Luta individual                       | 10:00 |
| 3                                           | The Undertaker (c) derrotou Vader (com Paul Bearer) | Luta individual pelo WWF Championship | 12:39 |
| 4                                           | The Hart Foundation (Bret Hart, Jim Neidhart, Owen Hart, British Bulldog, e Brian Pillman) derrotaram Stone Cold Steve Austin, Ken Shamrock, Goldust, e The Legion of Doom (Hawk e Animal) | Luta de quintetos                     | 24:31 |
| (c) – Refere-se aos campeões antes da luta. | |                                       |       |